# Довнар-Запольський Митрофан Вікторович
Митрофа́н Ві́кторович Довна́р-Запо́льський (біл. Мітрафан Віктаравіч Доўнар-Запольскі, 2 [14] червня 1867, Річиця, Мінська губернія, Російська імперія — 30 вересня 1934, Москва, СРСР) — історик, етнограф та фольклорист, джерелознавець, архівознавець, археограф білоруського походження.

## Життєпис
Народився в містечку Річиця Мінської губернії в сім'ї столоначальника повітового поліцейського управління, спадкового шляхтича герба «Побуг» Віктора Мартиновича Довнар-Запольського. У зв'язку з матеріальними нестатками родина переїхала в болгарське місто Пловдив, де в той час проживав старший брат майбутнього історика Петро. Згодом батько після конфлікту зі старшим сином повернувся з Митрофаном до Білорусі.
Через переїзди й матеріальну невлаштованість Довнар-Запольський декілька разів міняв місце навчання. В одинадцять років його віддали до мінської гімназії, де він провчився один рік. За цей час батько отримав посаду мирового судді в Мозирі та помешкання і перевів сина до мозирської прогімназії. У ній хлопчик закінчив шість класів. У 1885 році батько перевів його до сьомого класу київської Першої чоловічої гімназії, з якої у восьмому класі його було виключено. Причиною виключення стала заборонена література, яку знайшов у його помешканні інспектор гімназії А. Старков. Це були поема Тараса Шевченка «Марія», українські журнали «Громада» й «Основа», лист відомого історика Миколи Костомарова до видавця газети «Колокол» та ін. Як показало слідство, проведене в гімназії, Митрофан Довнар-Запольський купив цю літературу в Болгарії, де гостював у матері, а за Емським указом, виданим імперським урядом 18 травня 1876 року, заборонялися як друкування української літератури, так і ввіз її з-за кордону.
У 1889–1894 роках навчався на історико-філологічному факультеті Київського Імператорського університету Св. Володимира, навчання закінчив з дипломом 1-го ступеня. Своїми вчителями вважав істориків Володимира Антоновича та Володимира Іконникова. Під час навчання в університеті одержував стипендію Кирила та Мефодія, за що зобов'язаний був відпрацювати 6 років на посаді викладача у навчальних закладах Міністерства освіти. У жовтні 1895 року розпочав викладання історії в приватній гімназії Л. П. Ржевської в Москві. Ще під час навчання в університеті у вересні 1891 року був обраний членом Імператорського товариства любителів природознавства, антропології та етнографії, у травні 1893 року — дійсним членом Історико-філологічного товариства при Харківському університеті.
З січня 1896 року повернувся до Києва, де в університеті Св. Володимира розпочав дворічну підготовку до набуття професорського звання на катедрі російської історії. У квітні 1899 року прозпочав роботу в Московському університеті на посаді приват-доцента, а в травні 1901 року перевівся на таку ж посаду в Київський університет. Захистив магістерську (1901, тема «Державне господарство великого князівства Литовського при Ягеллонах») та докторську (1905, тема «Нариси з організації західноросійського селянства в XVI столітті») дисертації з історії Великого князівства Литовського, Руського і Жемайтійського. У 1905—1919 роках — професор катедри російської історії Київського університету та організатор і керівник студентського історико-етнографічного гуртка, членами якого були майбутні історики Дмитро Дорошенко, Йосип Гермайзе, Петро Курінний, Олександр Оглоблин, Наталія Полонська-Василенко.
У 1912—1917 роках — директор Київського комерційного інституту, організованого 1908 року на базі комерційного відділення Вищих комерційних курсів, створених 1906 року за його ініціативи. Один з організаторів і перший директор Київського археологічного інституту (1918—1919), ініціатор створення Географічного інституту (1918—1919). Один із засновників та член Ради голів Київського товариства охорони пам'яток старовини та мистецтва (1910—1919), один з голів Комітету охорони пам'ятників історії та мистецтва Української академії наук (1919), співробітник Київської археографічної комісії.
Підтримував Білоруську Народну Республіку (БНР), очолював Білоруську торговельну палату (Київ, 1918), підготував проект створення Білоруського університету в Мінську (кінець березня 1918). У травні-жовтні 1918 брав участь у роботі дипломатичної місії БНР у Києві, яка шукала можливості домогтися визнання БНР у влад Радянської Росії, України, Дону, Німеччини та Австро-Угорщини.
На прохання властей БНР склав «Меморіал» («Основи білоруської державності»), який був надрукований у Гродно і Вільно в 1919 році декількома мовами. Документ містив історичне обґрунтування необхідності створення незалежної білоруської держави, і був представлений на Версальській конференції.
У 1920 році переїхав до Харкова, де працював у Харківському університеті та Інституті народного господарства, пізніше — проректор Азербайджанського університету (Баку), професор Білоруського університету (1925—1928, Мінськ), московських Інституту народного господарства та Сільськогосподарської академії імені І. Тімірязєва (1928—1934).
Надрукована але неопублікована книга «Історія Білорусі» викликала обурення у тогочасної більшовицької влади Білорусі (початок 1926), була названа «катехізисом націонал-демократизму» і заборонена, а сам рукопис конфіскований. Після цього, Довнар-Запольський був практично висланий у Москву (осінь 1926).
Автор понад 150 праць з історії Київської Русі, Московської держави, Росії в XIX столітті, історії Литви, Білорусі та України. Довнар-Запольський досліджував литовсько-польську добу української історії, історію Кривицької й Дреговицької земель, українських міст XV—XVI століть. Створив у Києві власну школу з історії Росії. Опублікував низку праць з історії народного господарства Російської держави XVI—XVII століттях, суспільного руху в Росії, зокрема з історії декабристського руху.
Негативно ставився до залучення білоруських земель до складу Росії після поділу Речі Посполитої. Вважав, що польська «шляхетська аристократична республіка» і російська «боярська олігархія», які повністю ігнорували демос, були «два зла» в білоруській історії і згубно впливали на білоруський народ, який є «дуже демократичний у своїх історичних та народних традиціях».
Помер у Москві, похований на новому Донському кладовищі.
Праці Довнар-Запольського й нині зберігають неабияке довідкове значення завдяки вміщеному в них багатому фактичному матеріалові.

## Родина
Другим шлюбом був одружений з Надією Зейферт (нар. 20 жовтня (2 листопада) 1875), дочкою київського дворянина, гласного міської думи Іллі Зейферта. Мав трьох дітей: синів Всеволода (8 березня (20 березня) 1898 — 21 квітня 1919); Вячеслава (3 (16) грудня 1900 — 8(21) квітня 1919, Київ, порок серця) і дочку Ірину (нар. 19 (4) березня 1902).
Старший син, Всеволод, був одним з керівників боротьби за встановлення радянської влади в Києві, організатор і керівник загонів Червоної гвардії на Шулявці у 1917–1918 роках. Помер 1919 року в Гомелі від висипного тифу. На честь Всеволода Довнар-Запольського, у 1930-х роках було названо вулицю в Києві, яку за часів незалежної України (2015 року) перейменували на вулицю Митрофана Довнар-Запольського.
Другий син, В'ячеслав, загинув на території Білорусі під час громадянської війни в лавах Червоної армії.

## Нагороди
- Орден Святого Володимира 4-го ступеня (1916)[9].
- Медаль «В пам'ять коронації Імператора Миколи II» (1896)[2].
- Медаль «В пам'ять 300-річчя царювання дому Романових» (1913)[9].